# Orbital p

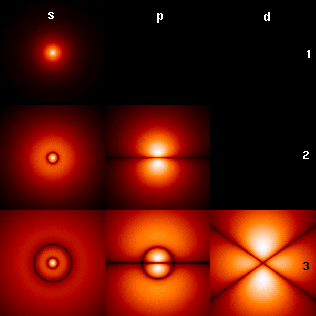
Orbitale (w wierszach: = 1, 2 i 3):
– kolumna lewa
– kolumna środkowa
– po prawej

Orbital p – taki orbital, czyli falowa funkcja własna elektronu w polu oddziaływania jądra lub rdzenia atomowego, która odpowiada pobocznej liczbie kwantowej {\displaystyle l=1.} Od wartości głównej liczby kwantowej {\displaystyle (n)} zależy energia elektronu, a od wartości magnetycznej liczby kwantowej {\displaystyle (m=0,\pm 1)} – funkcja rozkładu określająca „gęstość ładunku” (kwadrat modułu funkcji falowej) w różnych punktach otoczenia jądra. Orbitale {\displaystyle p_{x},} {\displaystyle p_{y},} {\displaystyle p_{z}} mają formę wzajemnie prostopadłych „obrotowych ósemek”, łącznie wypełniających sferę wokół jądra (podobnie jak orbital s). Radialny rozkład gęstości cechują maksima (w liczbie {\displaystyle n-1}). Najwyższe z nich występuje w odległości od jądra zbliżonej do wartości promienia odpowiedniej orbity Bohra.

## Równanie Schrödingera i orbitale
Równanie Schrödingera wiąże funkcję falową {\displaystyle (\Psi )} z energią całkowitą {\displaystyle (E).} Dla tzw. stanów stacjonarnych – takich, w których energia nie zmienia się w czasie – ma ogólną postać:
{\displaystyle {\hat {H}}\psi =E\psi ,}
gdzie:
{\displaystyle {\hat {H}}} – operator Hamiltona.
Rozwiązania otrzymanego równania mają sens fizyczny dla ściśle określonych wartości energii całkowitej {\displaystyle E_{n}} („wartości własne” operatora) i odpowiadających im „funkcji własnych” {\displaystyle \Psi (r,\theta ,\phi )} – orbitali. W przypadku atomu wodoru lub „jonów (atomów) wodoropodobnych” całkowita energia układu jest wyrażana jako suma energii pędu elektronu wokół jądra i energii potencjalnej kulombowskich oddziaływań dwóch ładunków (zobacz równanie Schrödingera i orbitale). W czasie rozwiązywania równania stwierdza się (bez dodatkowych założeń), że ma ono sens tylko dla określonego zbioru liczb naturalnych – liczb kwantowych: głównej {\displaystyle (n),} pobocznej {\displaystyle (l)} i magnetycznej {\displaystyle (m).} Jest to równoznaczne z wykazaniem, że energia elektronu, kwadrat momentu pędu i kota składowa momentu pędu są kwantowane. Każda z tak otrzymanych funkcji własnych {\displaystyle \Psi _{nlm}(r,\Theta ,\phi )} jest orbitalem. Orbitale przedstawia się jako iloczyny prostszych funkcji: {\displaystyle R_{nl},} {\displaystyle \theta _{lm}} i {\displaystyle \Phi _{m}{:}}
{\displaystyle \Psi _{nlm}(r\vartheta \phi )=R_{nl}(r)\cdot \Theta _{ml}(\vartheta )\cdot \Phi _{m}(\phi ).}
Energia elektronu (wartość własna operatora) zależy od wartości {\displaystyle n} {\displaystyle (E_{n}),} a wartość funkcji własnej {\displaystyle (\Psi _{nlm})} – od {\displaystyle n,} {\displaystyle l} i {\displaystyle m.} Kwadrat bezwzględnej wartości modułu tej funkcji określa gęstość prawdopodobieństwa znalezienia elektronu w danym miejscu otoczenia jądra (zobacz: gęstość elektronowa).
W przypadku orbitali {\displaystyle s} ({\displaystyle l=0;} symbole {\displaystyle 1s,} {\displaystyle 2s,} {\displaystyle 3s,\dots }) gęstość elektronowa nie zależy od parametrów {\displaystyle \Theta } i {\displaystyle \phi } (sferyczna „chmura elektronowa”). Rozkład radialny charakteryzuje się występowaniem {\displaystyle n} maksimów. Dla każdego z tych orbitali gęstość jest największa w strefie tego maksimum, które leży najdalej od jądra.

## Orbitale px, py, pz
Gdy poboczna liczba kwantowa {\displaystyle l\neq 0,} gęstość elektronowa w otoczeniu jądra lub rdzenia atomowego zależy od parametrów {\displaystyle \Theta } i {\displaystyle \phi ,} co sprawia, że chmura elektronowa nie jest sferyczna. Jej kształt zależy od pobocznej i magnetycznej liczby kwantowej ({\displaystyle l} i {\displaystyle m}).
Dla każdej wartości głównej liczby kwantowej {\displaystyle (n)} poboczna liczba kwantowa może przyjmować wartości:
{\displaystyle l=0,1,2,\dots (n-1).}
Dla każdej wartości pobocznej liczby {\displaystyle l} liczba {\displaystyle m} może przyjmować wartości, np.:
- gdy {\displaystyle l} = 1 (orbital {\displaystyle p}), {\displaystyle m} = 0, +1 lub -1 (inaczej: {\displaystyle m} = 0, ±1; trzy możliwe wartości),
- gdy {\displaystyle l} = 2 (orbital {\displaystyle d}), {\displaystyle m} = 0, ±1, ±2 (5 wartości),
- gdy {\displaystyle l} = 3 (orbital {\displaystyle f}), {\displaystyle m} = 0, ±1, ±2, ±3 (7 wartości).

W przypadku orbitali {\displaystyle p} dla każdej z trzech możliwych wartości liczby kwantowej {\displaystyle m} otrzymuje się inną funkcję własną operatora energii, której odpowiada inny kształt chmury elektronowej. Kształt tej chmury jest wyjaśniany po zastąpieniu par funkcji {\displaystyle \Phi _{-m}(\phi )} i {\displaystyle \Phi _{+m}(\phi )} przez ich kombinacje liniowe.
W przypadku orbitalu {\displaystyle p} można zamiast funkcji {\displaystyle \Phi _{-1}(\phi )} i {\displaystyle \Phi _{+1}(\phi ){:}}
{\displaystyle \Phi _{+1}(\phi )={\frac {1}{\sqrt {2\pi }}}\exp(+i\phi ),}
{\displaystyle \Phi _{-1}(\phi )={\frac {1}{\sqrt {2\pi }}}\exp(-i\phi )}
zastosować funkcje {\displaystyle \Phi _{1cos}(\phi )} i {\displaystyle \Phi _{1sin}(\phi ){:}}
{\displaystyle \Phi _{1sin}(\phi )={\frac {1}{\sqrt {1\pi }}}\sin(\phi ),}
{\displaystyle \Phi _{1cos}(\phi )={\frac {1}{\sqrt {1\pi }}}\cos(\phi ).}
Konsekwencją tej zamiany jest otrzymanie trzech ilorazów funkcji {\displaystyle \theta _{lm}\Phi _{m},} dla m = 0, +1 i –1:
{\displaystyle \Theta _{1,0}(\vartheta )\Phi _{0}(\phi )={\frac {3}{\sqrt {4\pi }}}\cos(\vartheta )\equiv p_{z},}
{\displaystyle \Theta _{1,+1}(\vartheta )\Phi _{1cos}(\phi )={\frac {3}{\sqrt {4\pi }}}\sin(\vartheta )\cos(\phi )\equiv p_{y},}
{\displaystyle \Theta _{1,-1}(\vartheta )\Phi _{1sin}(\phi )={\frac {3}{\sqrt {4\pi }}}sin(\vartheta )\sin(\phi )\equiv p_{z}.}
Bezwzględne wartości funkcji {\displaystyle p_{z}} są największe wzdłuż osi {\displaystyle z.} Wartości funkcji są dodatnie dla {\displaystyle z>0} i ujemne dla {\displaystyle z<0.} Na płaszczyźnie {\displaystyle xy} funkcja ma wartość zero (płaszczyzna węzłowa).
Bezwzględne wartości funkcji {\displaystyle p_{x}} są największe wzdłuż osi {\displaystyle x.} Wartości funkcji są dodatnie dla x > 0 i ujemne dla x < 0. Płaszczyzną węzłową jest {\displaystyle yz.}
Bezwzględne wartości funkcji {\displaystyle p_{y}} są największe wzdłuż osi {\displaystyle y.} Wartości funkcji są dodatnie dla {\displaystyle y>0} i ujemne dla {\displaystyle y<0.} Płaszczyzną węzłową jest {\displaystyle xz.}
Określając prawdopodobieństwo znalezienia elektronu w określonych punktach otoczenia jądra, bierze się pod uwagę wartości kwadratu modułu funkcji falowej (zgodnie z interpretacją Maxa Borna). Graficznym obrazem chmur elektronowych {\displaystyle p_{x},} {\displaystyle p_{y},} {\displaystyle p_{z}} są bryły określane jako „obrotowe ósemki” lub „hantle”, wewnątrz których prawdopodobieństwo znalezienia elektronu wynosi np. 90%. Zależność gęstości tego prawdopodobieństwa od odległości od centralnego ładunku określa funkcja {\displaystyle R_{nl}(r).} Nie jest ona zależna od {\displaystyle m,} a więc radialne funkcje rozmieszczenia na orbitalach {\displaystyle p} mają kształt podobny do opisanego w odniesieniu do orbitalu s. Funkcje te cechuje występowanie maksimów w liczbie {\displaystyle (n-l).} Oznacza to np. że w przypadku gdy:
- {\displaystyle n=2} i {\displaystyle l=1} (orbital 2p) występuje jedno maksimum gęstości chmury elektronowej,
- {\displaystyle n=3} i {\displaystyle l=1} (orbital 3p) – dwa maksima,
- {\displaystyle n=5} i {\displaystyle l=1} (orbital 5p) – cztery maksima.

W każdym przypadku najwyższym z maksimów jest to, dla którego {\displaystyle r} przyjmuje największą wartość, jednocześnie w przybliżeniu odpowiadając promieniowi orbity Bohra.